# 布拉尼克城堡

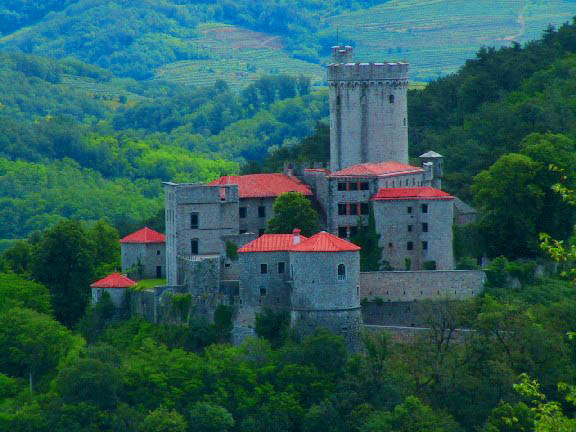
布拉尼克城堡

布拉尼克城堡是斯洛維尼亞的一座城堡。這座城堡修建於13世紀，位於斯洛維尼亞西南部新戈里察附近。二戰期間該城堡被毀。1980年代之後，該城堡逐漸開始重建。

## 外部連結
- Satellite photo （页面存档备份，存于）
- Geopedia map （页面存档备份，存于）
- Leon Hmeljak: Gallery of castle photos

45°51′04″N 13°47′30″E / 45.8512°N 13.7918°E